# Un anno con Elvis
Un anno con Elvis è un video live di Luciano Ligabue pubblicato nel 1996 in VHS e nel 2003 in DVD.
È stato registrato al Forum di Assago il 9 novembre 1995 durante il Buon compleanno Elvis! Tour.

## Tracce
1. Un figlio di nome Elvis
2. Vivo morto o X
3. I "ragazzi" sono in giro
4. Hai un momento, Dio?
5. Viva!
6. Bar Mario
7. Salviamoci la pelle!!!!
8. Marlon Brando è sempre lui
9. Non dovete badare al cantante
10. Lo zoo è qui
11. Piccola stella senza cielo
12. Sogni di rock 'n' roll
13. Buon compleanno, Elvis!
14. Certe notti
15. Urlando contro il cielo
16. A che ora è la fine del mondo?
17. Quella che non sei
18. Leggero

Extra
- Dietro le Quinte di Buon compleanno Elvis